# Lake Bell
Lake Siegel Bell (New York, 1979. március 24. –) amerikai színésznő, rendező és forgatókönyvíró.
Legismertebb alakítása Dr. Blake Black a Childrens Hospital című sorozatban. A Boston Legal – Jogi játszmák című sorozatban is szerepelt.

## Fiatalkora
New Yorkban született. Édesanyja, Robin Bell a Robin Bell Design tervezőcég tulajdonosa. Édesapja Harvey Siegel ingatlanfejlesztő.  Édesapja zsidó, édesanyja pedig protestáns.
A The Chapin Schoolba járt New Yorkban és a Westminster Schoolba Simsburyben. A New York-i Skidmore College-ba járt, de úgy döntött, hogy a színészetre koncentrál, és átiratkozott a londoni Rose Bruford College-ba, ahol a színházra és a művészetekre helyezték a hangsúlyt.

## Pályafutása
2008-ban szerepelt az Under Still Waters című filmben. 2008 és 2016 között a Childrens Hospital című sorozatban szerepelt. 2010 és 2011 között a Kergetjük az amerikai álmot című sorozatban szerepelt. 2011-ben a Csak szexre kellesz című filmben szerepelt. 2012-ben szerepelt a Black Rock című filmben. 2021-ben a Cryptozoo – A csodálatos állatkert című filmben szinkronizált.

## Magánélete
2011-ben elkezdett randizni Scott Campbell művésszel. 2012 márciusában jegyezte el a nőt, majd 2013. június 1-jén összeházasodtak. 2014 októberének végén életet adott kislányuknak, Novának. 2017 májusában életet adott második gyermeküknek Ozgoodnak. 2020 októberében a pár bejelentette, hogy elválnak, Bell pedig 2020. október 28-án beadta a válókeresetet. 2022. július 7-én jelentették be, hogy randizni kezdett Chris Rock komikussal.

## Filmográfia

### Filmek
| Év   | Magyar cím                         | Eredeti cím                                                     | Szerep                                    | Magyar hang                                        |
| ---- | ---------------------------------- | --------------------------------------------------------------- | ----------------------------------------- | -------------------------------------------------- |
| 2002 |                                    | Speakeasy                                                       | Sara Marnikov                             |                                                    |
| 2003 | Újságírók tűzvonalban              | War Stories                                                     | Nora Stone                                |                                                    |
| 2003 | Végzetes rajongás                  | I Love Your Work                                                | Felicia                                   |                                                    |
| 2004 |                                    | Fresh out of Tears                                              | Leila                                     |                                                    |
| 2004 | Bunyó a hunyó                      | Slammed                                                         | Gina Micelli                              | Törtei Tünde                                       |
| 2006 |                                    | Rampage: The Hillside Strangler Murders                         | Jillian Dunne                             |                                                    |
| 2008 |                                    | Under Still Waters                                              | Charlie                                   |                                                    |
| 2008 | Csak a testeden át!                | Over Her Dead Body                                              | Ashley                                    | Peller Anna                                        |
| 2008 | Míg a jackpot el nem választ       | What Happens in Vegas                                           | Tipper                                    | Kéri Kitty                                         |
| 2008 | A zsaruk becsülete                 | Pride and Glory                                                 | Megan Egan                                | Peller Anna                                        |
| 2008 |                                    | Prop 8: The Musical                                             | Ijesztő katolikus iskolás lány a pokolból |                                                    |
| 2009 | Egyszerűen bonyolult               | It's Complicated                                                | Agness Adler                              | Peller Anna                                        |
| 2010 | Shrek a vége, fuss el véle         | Shrek Forever After                                             | Teher boszorkány (hang)                   | Béli Titanilla                                     |
| 2010 |                                    | Burning Palms                                                   | Mary Jane                                 |                                                    |
| 2010 |                                    | The Doctors of Childrens Hospital Answer Your Medical Questions | Dr. Blake Black                           |                                                    |
| 2010 |                                    | 10 Minutes                                                      | önmaga                                    |                                                    |
| 2011 | Szellemtanú                        | Little Murder                                                   | Corey Little                              | Peller Anna                                        |
| 2011 | Csak szexre kellesz                | No Strings Attached                                             | Lucy                                      | Kéri Kitty                                         |
| 2011 | Egy régi jó tivornya               | A Good Old Fashioned Orgy                                       | Alison Cohen                              | Erdős Borcsa                                       |
| 2011 |                                    | Home for Actresses                                              | Lake                                      |                                                    |
| 2012 |                                    | Black Rock                                                      | Louise                                    |                                                    |
| 2013 | Hamarosan…                         | In a World...                                                   | Carol Solomon                             | Peller Anna                                        |
| 2014 | Mr. Peabody és Sherman kalandjai   | Mr. Peabody & Sherman                                           | Mona Lisa (hang)                          | Martin Adél                                        |
| 2014 | Millió dolláros kar                | Million Dollar Arm                                              | Brenda Paauwe Bernstein                   | Németh Borbála                                     |
| 2015 | Férfi kell!                        | Man Up                                                          | Nancy Patterson                           | Peller Anna (1. szinkron) Kéri Kitty (2. szinkron) |
| 2015 | Kiút nélkül                        | No Escape                                                       | Annie Dwyer                               | Pikali Gerda                                       |
| 2016 | A kis kedvencek titkos élete       | The Secret Life of Pets                                         | Chloe (hang)                              | Peller Anna                                        |
| 2017 | A góré                             | Shot Caller                                                     | Kate Harlon                               | Bánfalvi Eszter                                    |
| 2017 | Újra otthon                        | Home Again                                                      | Zoey Bell                                 | Peller Anna                                        |
| 2017 | Párosan szép az élet?              | I Do... Until I Don't                                           | Alice Brewing                             | Majsai-Nyilas Tünde                                |
| 2018 | Pókember: Irány a Pókverzum!       | Spider-Man: Into the Spider-Verse                               | Vanessa Fisk (hang)                       | Kisfalvi Krisztina                                 |
| 2018 |                                    | Time of Day                                                     | önmaga                                    |                                                    |
| 2019 | A kis kedvencek titkos élete 2.    | The Secret Life of Pets 2                                       | Chloe (hang)                              | Peller Anna                                        |
| 2021 | Cryptozoo – A csodálatos állatkert | Cryptozoo                                                       | Lauren Grey (hang)                        |                                                    |
| 2022 | Sorsfordító nyár                   | Summering                                                       | Laura                                     |                                                    |
| 2022 | Fekete Párduc 2.                   | Black Panther: Wakanda Forever                                  | Dr. Graham                                | Ligeti Kovács Judit                                |
| 2023 | Anyánk a kanapén                   | Mother, Couch                                                   | Anne                                      | Peller Anna                                        |

### Televíziós szerepek
| Év        | Magyar cím                   | Eredeti cím                                | Szerep                                  | Megjegyzések                                 |
| --------- | ---------------------------- | ------------------------------------------ | --------------------------------------- | -------------------------------------------- |
| 2002      | Vészhelyzet                  | ER                                         | Jody Holmes                             | 2 epizód                                     |
| 2003      |                              | Miss Match                                 | Victoria Carlson                        | főszereplő                                   |
| 2004      | Ügyvédek                     | The Practice                               | Sally Heep                              | 4 epizód                                     |
| 2004–2006 | Boston Legal – Jogi játszmák | Boston Legal                               | Sally Heep                              | főszereplő magyar hangja Majsai-Nyilas Tünde |
| 2005–2006 | A mélység fantomja           | Surface                                    | Laura Daughtery                         | főszereplő magyar hangja Kiss Virág          |
| 2008–2016 |                              | Childrens Hospital                         | Dr. Blake Black                         | főszereplő                                   |
| 2009      |                              | Wainy Days                                 | Blaire                                  | 1 epizód                                     |
| 2010      | A liga                       | The League                                 | Brooke                                  | 1 epizód                                     |
| 2010–2011 | Kergetjük az amerikai álmot  | How to Make It in America                  | Rachel Chapman                          | főszereplő                                   |
| 2011      | Új csaj                      | New Girl                                   | Amanda                                  | 1 epizód                                     |
| 2012      | Csúcsmodellek                | Top Gear                                   | önmaga                                  | 1 epizód                                     |
| 2012      |                              | Tron: Uprising                             | Lux (hang)                              | 1 epizód                                     |
| 2012      | Robotcsirke                  | Robot Chicken                              | Fekete Özvegy / Ariel (hang)            | 1 epizód                                     |
| 2013      |                              | Newsreaders                                | Dixie Peters                            | 1 epizód                                     |
| 2015      |                              | Axe Cop                                    | Fejszés lány (hang)                     | 1 epizód                                     |
| 2015      |                              | Wet Hot American Summer: First Day of Camp | Donna                                   | főszereplő                                   |
| 2015–2018 | BoJack Horseman              | BoJack Horseman                            | Katrina Peanutbutter (hang)             | 9 epizód                                     |
| 2017      |                              | Wet Hot American Summer: Ten Years Later   | Donna                                   | mellékszereplő                               |
| 2017      |                              | SuperMansion                               | Millicent (hang)                        | 1 epizód                                     |
| 2019      |                              | Drunk History                              | Belva Gaertner                          | 1 epizód                                     |
| 2019–     | Harley Quinn                 | Harley Quinn                               | Méregcsók (hang)                        | főszereplő magyar hangja Solecki Janka       |
| 2019–2020 |                              | Bless This Mess                            | Rio Levine-Young                        | 25 epizód alkotó                             |
| 2020      | Harc a vírus ellen           | Medical Police                             | Dr. Blake Black                         | 4 epizód                                     |
| 2020      |                              | Make It Work!                              | önmaga                                  | különkiadás                                  |
| 2021–     | Mi lenne, ha…?               | What If...?                                | Natasha Romanoff / Fekete Özvegy (hang) | 6 epizód magyar hangja Csondor Kata          |
| 2022      | Amerikai fater               | American Dad!                              | különböző karakter (hang)               | 2 epizód                                     |